# Polymixiidae
A Polymixiidae a csontos halak (Osteichthyes) főosztályának a sugarasúszójú halak (Actinopterygii) osztályába és a Polymixiiformes rendjébe tartozó egyetlen család.

## Rendszerezés
A családba az alábbi nem és 10 faj tartozik.
- Polymixia (Lowe, 1838)
  - Polymixia berndti
  - Polymixia busakhini
  - Polymixia fusca
  - Polymixia japonica
  - Polymixia longispina
  - Polymixia lowei
  - Polymixia nobilis
  - Polymixia salagomeziensis
  - Polymixia sazonovi
  - Polymixia yuri